# Prionocyphon limbatus
Prionocyphon limbatus är en skalbaggsart. Prionocyphon limbatus ingår i släktet Prionocyphon och familjen mjukbaggar. Inga underarter finns listade i Catalogue of Life.